# ふしぎなメルモ
『ふしぎなメルモ』は、手塚治虫の子供向け漫画、およびそのアニメーション作品。1970年から1972年まで『小学一年生』に連載され、『よいこ』や『れお』にも掲載されていた。当初は『ママァちゃん』というタイトルだった。
本来は手塚プロダクション初のテレビアニメ用の作品として企画・作成された作品であり、アニメは子供向けの性教育を意図した作品として有名である。

## ストーリー
交通事故で急死した天国のママが、娘である主人公のメルモにミラクルキャンディー（赤いキャンディーと青いキャンディー）を贈る。メルモはキャンディーを食べて赤ん坊や大人、人間以外の様々な動物に変身し、色々な危機を乗り越え、真の大人になっていく。

## 主な登場人物
※担当声優はアニメでのオリジナル版／リニューアル版の順に記載。
渡メルモ（わたり メルモ）声 - 武藤礼子／川村万梨阿／川瀬晶子(わかさ生活『メルモラヴ』 CM,『ravex in tezuka world』)
主人公で小学3年生の少女。事故で亡くなった母親にかわって二人の弟を育てる。
ミラクルキャンディで大人や赤ん坊、老婆、さらには動物に変身をして様々な冒険をし、成長をしていく。
いつも自分のことよりも他人の心配ばかりをし、キャンディを使って他の人達を幸福にしようとする。
幼少の頃、父親と兄もいたと思われるが、この親子はすでに何らかの理由で他界しており劇中ではあまり触れていない。父がいかなる人であったかは、第21話で故人という事が分かる以外全く触れられる事が無い。
名の由来は、変身を意味する「メタモルフォーゼ」から。苗字の「渡」は『アポロの歌』の渡ひろみに由来する。
渡トトオ（わたり トトオ）声 - 松島みのり／松本さち・長谷部浩一（青年時）
メルモの弟。幼稚園に通う。第1話で目が回ったことがある。
アニメ第7話でカエルに変身し、人間に戻れなくなり、カエルの姿で生活することになる。その後、気化した姉のキャンディを吸引して元に戻った。
渡タッチ（わたり タッチ）声 - 沢田和子（第1～7話）→吉見佑子（第8～26話）／石井直子・保志総一朗（少年時）
メルモの末の弟で、1歳半の赤ん坊。
何度か大人や少年に変身するが、中身は赤ん坊のままだった。
ワレガラス声 - 北村弘一／西村知道
チッチャイナ国の医師。
日本にやってきてワレガラス医院を開き、メルモ達姉弟の親代わりとなる。メルモに人間とくに女性や動物の性、習性などを教えていく。
渡ひろみ（わたり ひろみ）声 - 北浜晴子／石井直子
メルモ達の母親。第1話で交通事故で天国に召される。
子供達を心配し、神様に作ってもらったミラクルキャンディを届けるため、幽霊となってメルモのもとに現れる。「もう一度メルモ達と会いたい」と神様に願い出る。
メルモのおばさん声 - 麻生美代子／津野田なるみ（第1・21話）・山田美穂（第11話）
メルモ達の叔母。母親のひろみとは正反対にメルモ達に対する愛情はなく、ひろみが残した家や生命保険を狙い、何度もメルモの前に現れる。
キャンディで大人になったメルモが死んだひろみに成り済ましたことに驚いて家から逃亡したが、その復讐にトトオを拉致して養子縁組を強引に結ばせようとし、強制労働させたことがある。さらに実は裏社会の人らしい柔和そうな男性と結託してメルモたちを拉致したこともある。
手塚先生声 - 富山敬（第5話）→伊藤克（第11・12・16・19話）→大竹宏（第17話）／二又一成
メルモの担任の先生。

## ミラクルキャンディー
不思議な力があり、赤いキャンディーを食べると10歳若返り、青いキャンディーを食べると10歳年をとる。
ここでは、主人公である小学生（3年生、9歳）のメルモを基準に、キャンディーを食べた際の効果について記述する。
- 青いキャンディー1つ、複数

子供から一気に19歳の大人の女性になる。姿が変わるのは身体のみなので、普段着ている青色のブラウスに黄色いスカートのままキャンディーを食べると、大きく膨らんだ胸や、スカートからはみ出た下着が著しく目立つ格好になる。同じ青いキャンディーを複数食べると中年女性になり、大量に食べると老女になってしまう。
キャンデーを食べると光に包まれながら大人へと変身していく。
姿が変わるのは身体のみなので、大人の姿でも老女でも心は子供のままである。衣類はやや伸びるものの基本的には子供サイズのまま。声は艶のある大人の女性のものである。また髪型が多少変化し唇も艶やかに染まる。母親のフリをする際は母親のコートを羽織る事もある。
大人のメルモ（19歳）は八頭身で、豊かな乳房、くびれた腰、大きな尻のモデル並みのプロポーションを持つ絶世の美女であり、更に大人変身時の運動神経は抜群で、大人の男たちを相手に格闘しても勝負は互角である。崖の上から海へと車もろとも転落しそうになった時は、手錠でつながれた男とともに、間一髪で脱出に成功した。
40代の女性に変身したときは中年太りをしていた。
老女のメルモは美しかった面影はない。白髪で皺だらけ、腰は曲がり、ガラガラ声で、豊かだった胸は垂れたおばあさんである。
大人になっても基本的に着ているのは子供の服のまま、外見は美しいが中身は子供なので実際の大人の女性に比べてかなりの違和感があり、酒を飲んだり、タバコを吸ったりしない。
中身は子供だが、第2話「ブラ子どこへ行く」で航空会社の客室乗務員の採用試験に合格したり、第11話「あの子をにがすな!」で密輸の証拠の書類を見分け、第19話「メルモの初恋」では自分の担任の教師にメルモの姉と名乗ってデートをしても怪しまれなかったなど、ある程度大人並に知性は向上する。ただ妊娠等はしていないので21話で弟に搾乳しようとしたが出る事はなかった。
- 赤いキャンディー1つ

風船がしぼむように体が縮み、髪の色が薄くなり、最終的には産毛がわずかしかない生後数ヶ月の赤ん坊になる。中身は小学生のメルモだが、いくら力を振り絞っても言葉を喋ることができず、さらに全身の筋肉が殆ど育っていない状態になっているので、二足歩行もできない。普段着ている服よりも小さな体になるため、簡単に服が脱げて、青いキャンディーで再び成長する際、裸のまま子供や大人の姿になってしまうこともある。
- 赤いキャンディー2つ以上

食べた瞬間、急速に体が縮んで、赤ん坊どころか誕生前の胎児でも若返りは停まらず、頭や手足が全て引っ込んで受精卵まで小さくなってしまい、誰かが青いキャンディー1つを溶かした水の中にその卵を浸さない限り、元の女の子の姿に戻れなくなる。本編では、第1話「ミラクルキャンディーをどうぞ」でメルモの下の弟であるタッチが、ドサクサにまぎれて自ら青いキャンディーを複数食べ、おむつを付けたまま大人になり、メルモから渡された複数の赤いキャンディーで受精卵になってしまった経緯がある。メルモがタッチの受精卵を水の入ったコップに浸し、青いキャンディーを溶かして元の姿に戻した。
受精卵ないし卵の状態で傷付いた生物を青いキャンディーで成長させると、やや不完全な姿に成長してしまう。本編では、第12話「ひん死の白鳥さん」で白鳥を卵に戻した際には卵に穴が空いたため、穴に青いキャンディーを溶かした水を注いで白鳥に戻したが、白鳥の全身の羽毛のうち三か所に青い模様ができてしまった。
- 赤と青のキャンディー同時に1つずつ

赤いキャンディーの力で受精卵まで小さくなったあと、青いキャンディーの力で卵から再び成長を始め、胎児〜赤ん坊〜幼児を経て元の姿に戻れる。本編では第11話でメルモが悪の組織から逃れるために一時的に受精卵の状態になって姿を隠した。
- 赤いキャンディー1つと少し形を削った青いキャンディー

まず赤いキャンディーの力で受精卵まで小さくなる。そのあと青いキャンディーの力で卵から再び成長が始まるが、赤と青の比率が1:1ではないため、人間以外の別の動物（ネコや犬など）としてある程度の年齢まで成長する。しかし基が人間であるため、特に哺乳類の動物に変身した時は、顔の一部に本来の姿の面影が残る。とは言え受精卵の状態からの完全な変身であるため、DNAレベルで人間だった時の痕跡はなく、メルモの記憶だけがその証しである。当然ながら人間の言葉を話すことはできないが、変身した姿と同等の動物と会話をすることができる。変身時間が長くなれば、徐々に行動が本能に制約されるようになるので危険である。変身前の青いキャンディーと同じレベルに削った赤いキャンディーと、青いキャンディー1つを同時に食べれば、元の人間の姿（小学生のメルモ）に戻ることができる。第5話「もえる無人島」でメスウサギから人間に戻った時は、青いキャンディーを二つ食べていないのに成長が止まらず大人にまでなった。
どんな動物に変身するかは、キャンディーを食べたときのメルモの意思やキャンディーの削り具合、周囲の環境で決まると思われる。魚・イルカに変身した時は、キャンディーを食べて船から海の中に飛び込んだ。
第7話「トカゲ館の一夜」で、メルモの弟であるトトオが青いキャンディーの削り方に失敗し、両生類のカエル（へそが付いているので、厳密には架空の生物である「ヘソガエル」）になってしまう。カエルの姿では固体や液体を口に入れることができなかったトトオは、医者であるワレガラスが気体を使った方法を見つけるまでの数ヶ月間、元の人間の男の子の姿に戻れなかった。気体を使って小動物から人間になる場合は一旦受精卵になるようなこともなく、気体となったキャンディーを吸うと体が元の姿の半分ぐらいまで大きくなり、人間の姿に変わりながら元の大きさに戻る。第13話「クリスマス・メルモ」では、少年・タダオの家を探そうと犬に変身しようとしたメルモがキャンディーの削り具合を間違え、前半分が三毛猫で後半分が犬の奇妙な姿になった。
第15話「メルモと魔術師」ではキャンディーの乱用に怒った天国の神様によってキャンディーの力を停止され、赤毛の犬に変身したメルモがしばらく元の女の子の姿に戻れなくなった。メルモは犬の姿で、家事や弟たちの世話を健気にし続けた。
動物に変身したメルモはなぜか成熟した雌として扱われることが多い。第4話「もえる無人島」でウサギに変身したときは雄のウサギから「子供を作ろう!」と迫られた。第10話「ビリ犬まかりとおる」で犬に変身したときも、野良犬のビリ犬から求愛された。第16話「ぼくは人間だ!!」で、家出したカエルのトトオを探そうと猫に変身したメルモは、猫のカップルに近寄るが　雄猫はメルモに一目惚れし、嫉妬した雌猫に追い払われた。
このほかにも本編ではないが、オープニング映像では美しい牝鹿に変身したメルモがたくましい牡鹿に駆寄り、見つめあったあと彼とキスをするシーンがある。
魚に変身した時は、漁船の網にかかり、冷凍にされそうになったが同じく捕まったタコにキャンディーを飲ませてもらい、冷凍室に入れられる寸前で人間に戻ることができた。魚には手足がなく、ヒレではキャンディーを触れないため。
メルモが変身した動物は、ネズミ、ウサギ、犬、魚、鳩、猫、鹿、イルカなど。
- ミラクルキャンディーの瓶

ミラクルキャンディーは赤い蓋のついた瓶に入っていて、メルモはいつも持ち歩いている。キャンディーは減った分がすぐに増えるようになっている。しかし、第18話で神様が、半年経つと元の数に戻る能力が無くなると言っている。物語が進むに連れて、キャンディーは増えないようになる。
キャンディーの瓶はメルモがどんな危機になっても無くなることはない。キャンディーの力が神様によって止められたことはあったが、キャンディーが瓶ごと無くなったエピソードは無い。ただし、メルモがある事情でキャンディーを一時的に手放したことはあった。16話で猫になったときは、15話で人間に戻れなくなったことを教訓にしたのか、尻尾で瓶をつかんで走りまわっている。それ以外は、瓶も服も変身した場所に放置することが多い。それらが他の人間に見つかれば大騒ぎになるし、キャンディー自体を紛失すれば、ずっと動物の姿でいなければならなくなる。
- その他

ミラクルキャンディーは天国から姿を現したメルモの母親ひろみによって届けられた(原作「ママァちゃん」時代は天使の落とし物をメルモ が預かった)。ひろみはキャンディーの使い方をメルモに教えると天国へと去っていった。
動物への変身方法は最初からメルモが知っていたのではなく、ワレガラスが思いつき、メルモが試したもの。チッチャイナ国で追っ手から逃れるためにネズミに姿を変えたのが初めての動物への変身である。
原作は動物等には変身できないが青いキャンディーを食べて、バレリーナ、水泳選手、女性警察官や客室乗務員など服装、能力ごとなりたい職業の大人に変身できる。また、卵生の生物の卵の中身に塗料を混ぜてから成長させると、その色が体色に反映されたり無機物にも聞く描写がある。
第4話「もえる無人島」では大木に赤いキャンデーを溶かした水をかけて若葉にしたので、植物にも効果がある。
第1話・第14話・第18話でタッチは青いキャンディーを食べて大人や少年に変身したが、言葉は話さず中身は赤ん坊のままだった。第13話でメルモは駅に捨てられた赤ん坊をキャンディーの力で少年にしたが、メルモと会話をすることができた。第19話でメルモの担任の野沢先生が赤いキャンディーの力で受精卵を経て子供になった時は大人の時の記憶を無くしており、大人に戻った時には記憶が復活、さらにその時の記憶は少年時代の記憶として刷り込まれていた。これらのことからキャンディーの効果には個人差があることが分かる。
アニメ版第1話とエンディングではキャンディーの製造過程が描かれており、火の鳥の卵が原材料である事が示されている。

## 連載雑誌

### 『ママァちゃん』
- 小学一年生 1970年9月号 - 1971年9月号 手塚治虫
- よいこ 1971年5月号 - 1971年9月号 手塚治虫

### 『ふしぎなメルモ』
- 小学一年生 1971年10月号 - 1972年3月号 手塚治虫、1972年4月号 - 1973年3月号 池原成利
- 小学二年生 1971年10月号 - 1972年4月号 馬場秀夫
- よいこ 1971年10月号 - 1972年4月号 手塚治虫　1972年4月号 - 1972年8月号 池原成利
- てづかマガジンれお 1971年11月号 - 12月号 手塚治虫(再掲載)、1972年1月号 - 2月号 手塚プロ、1972年3月号 池原成利
- 小学館BOOK 1971年10月号 - 1972年4月号 馬場秀夫

## 単行本
- 手塚治虫漫画全集『ふしぎなメルモ』（講談社）全1巻
- サンデーコミックス『ふしぎなメルモ』（秋田書店）全1巻
- 秋田文庫『ふしぎなメルモ』（秋田書店）全1巻
- ぴっかぴかコミックス『ふしぎなメルモ』（小学館）全2巻
- 手塚治虫文庫全集『ふしぎなメルモ』（講談社）全1巻[注 1]

## リメイク作品
月刊COMICリュウ（徳間書店）2009年11月号に福山けいこ執筆によるリメイクの読切漫画『メルモちゃん』を掲載。その後は2010年10月号より2011年8月号まで本誌連載後、公式サイトでのWeb掲載に移行して連載された。
単行本はリュウコミックスより全2巻で発売。なお、スターシステムが採用され、他の手塚キャラもレギュラーで登場している。

## アニメーション
1971年10月3日から1972年3月26日まで、TBS系列で毎週日曜日18時30分から19時00分に放送。全26話。制作は手塚プロダクション、朝日放送。朝日放送制作のテレビアニメ第1号である（以下、オリジナル版と記載）。
1998年、声優を一新した上で台詞と音楽を新録。一部の映像を修正した『ふしぎなメルモ ＜リニューアル＞』をWOWOWで放送。（以下、リニューアル版と記載）。
現在、放送やソフト化、配信などで流通しているのは主にリニューアル版でオリジナル版はリニューアル版の放送後、再放送やソフト化が行われず、視聴が比較的困難となっている。

### オリジナル版

#### 製作
1971年6月、手塚治虫はアニメ制作会社である虫プロダクションの社長を退任。漫画制作や管理のための別会社として設立していた手塚プロダクションに新たにアニメ制作部門を興した。当時の虫プロは設立理由であった手塚原作作品のアニメ化が減少し、営業の問題から「手塚（原作）の作品はもう売れない」という噂が出ていたと言う。
手塚はマネージャーの西崎義展と組み、西崎の売り込みで、朝日放送で2クールのアニメ制作の契約を虫プロ退社の一月前に結んだ。手塚はプロデューサー職を虫プロにいた下崎闊（真佐美ジュン）に依頼、下崎は虫プロから手塚プロへ移籍した。
初期段階では同じ手塚による大人向けの作品『アポロの歌』をアニメ化する形で企画が進んでいたが製作したパイロット版を見た局側が大人向け作品のアニメ化に難色を示し、企画は『ママァちゃん』のアニメ化に変更された。『ママァちゃん』について、下崎は「手塚がアニメ化の準備として『アポロの歌』の年齢層を下げて、新たに連載を始めた」と述べている一方、手塚は「パイロット版の題は確かに『アポロの歌』だが、終盤に同作の主人公がわずかに登場するだけで『ママァちゃん』とはまったく関係ない」と述べている。
虫プロが版権の問題で経営が悪化した経験から、版権問題は慎重に検討された。すると「ママァちゃん」が既に商標登録されていることが判明したため、手塚の案で現題に変更された。
スタッフ集めは手塚の監修があったものの、基本的に下崎へと一任された。なお手塚の「迷惑をかけたくない」「当てにしないで」との意向で虫プロ関連のスタッフは基本的に起用されなかったが、手塚本人の頼みで参加した中村和子など例外はあったという。キャスティングは、音響監督の明田川進に一任された。
手塚は、久し振りのアニメ参加であるため「全部自分でやりたい」と言うほど力を入れており、その意向を生かそうと「手塚からの指示・参加待ち」の制作体制が取られた。だが多忙で必然的に漫画執筆を優先する手塚の影響でスケジュールは常に遅れていたといい、下崎曰く製作現場は「常に綱渡り」「放送するのは不可能」と言われるほど想像を絶するものだったという。そのため「作画期間が3日しかないこともざらだった」などの逸話がある。
14話ではアフレコは一切映像がない状態で行われ「こんなんじゃもう出来ない」と出演声優全員が降板を申し出たことがある。最終的に「手塚先生のためだから」と頼み込み納得してもらったが、この影響で声優陣の演技が本調子でなかったといい、下崎は後年「声優さんの名誉を大変傷つけてしまった。全ての責任は、メルモの制作にあるのだ」と謝罪の言葉を述べている。
脚本に関して、放送初期は基本的に手塚のアイデアを全て採用していたが、中盤からは脚本家を起用して台本を作るようになった。
作画は通常の制作法と異なり、絵コンテが存在せず、コンテと原画の中間の工程にあたるレイアウトをもとに制作が進められた。これも放送初期は手塚本人がレイアウトと原画に参加して、レイアウトは清書までを全て一人で描いていたが多忙ゆえに後半からは池原成利が協力している。
オープニング、エンディングは全て手塚のアイデアである。オープニングは1カットで作成されている。

#### 評価
本放送時、裏番組が『サザエさん』だったことから視聴率は良くなかったが評価は高かったという。手塚は性教育が作品のテーマである以上、大きな批判を受けることを覚悟していたが思ったより問題にならず拍子抜けしていたという。
手塚は上述の多忙やスケジュールの問題で修正が間に合わなかった場面やセリフと絵が一致しない場面があることから出来には満足していなかったといい、放送後は常に「なおしたい」と話していたという。

#### 声の出演
- 渡メルモ - 武藤礼子
- 渡トトオ - 松島みのり
- ママ - 北浜晴子
- タッチ - 沢田和子（第1～7話）→ 吉見佑子（第8～26話）
- ワレガラス - 北村弘一
- 手塚先生 - 富山敬（第5話）→ 伊藤克（第11・12・16・19話）→ 大竹宏（第17話）

##### ゲスト出演
- メルモのおばさん - 麻生美代子（第1・11・21話）
- 神様 - 青野武、北村弘一、肝付兼太（第1話）→ 野本礼三、原田一夫、江角英明（第15話）→ 青野武、原田一夫、本多晋（第18・26話）
- 若者 - 竹尾智晴（現・中尾隆聖）（第1話）
- 老人（ゼンゾウ） - 八奈見乗児（第2話）
- 大臣（グロロス閣下） - 納谷悟朗（第3話） - モチーフキャラはアセチレン・ランプ
- 大使 - 梶哲也（第3話）
- 大統領 - 田の中勇（第3話）
- 女将校 - 小原乃梨子（第3話）
- パイロット - 山田康雄（第4話）
- オスウサギ - 小宮山清（第4話）
- ナナメ - 堀絢子（第5話）→ 杉山佳寿子（第8・13話）
- シカク - 富山敬（第5話）
- イケハラ - 沢田和子（第5話）→ 野沢雅子（11・19話）
- ヒトミ - 松尾佳子（第5話）
- ニタ子 - 太田淑子（第6話）
- 古池教授 - 大塚周夫（第7話） - モチーフキャラは天馬博士
- デーモン - 納谷悟朗（第8話）
- ビリ犬 - 山本嘉子（第9話）
- 変身後のビリ犬 - 富山敬（第9話）
- 母犬 - 増山江威子（第9話）
- 社長（ひき逃げ男） - 小林修（第11話）
- ハヤト - 野沢雅子（第12話）
- 片やん - 矢田耕司（第12話）
- 紫 - 伊藤克（第12話）
- 小森コン太郎 - 丸山裕子（第12話）
- 校長 - 水島晋（第12話）→ 原田一夫（第16・19話）
- 少年（タダオ） - 山本嘉子（第13話）
- 社長 - 永井一郎（第13話）
- 秘書 - 増山江威子（第13話）
- 出来底 - 矢田耕司（第13話）
- 出来底の妻 - 野沢雅子（第13話）
- ヨシヒコ - 永井一郎（第14話）
- マル子 - 小原乃梨子（第14話）
- チャ子 - 山本嘉子（第14話）
- シンキチ - 山下啓介（第14話）
- 刑事凸・凹 - 矢田耕司、永井一郎（第14話）
- 手品師 - 大塚周夫（第15話）
- 校長の妻 - 沼波輝枝（第16話）
- 五平 - 田村錦人（第17話）
- 五平の甥 - 田の中勇（第17話）
- ギャング（小西） - 辻村真人（第18話）
- 大造 - 小林恭治（第18話）
- 警部 - 槍田藤吉（第18話）
- 千恵子 - 吉見佑子（第18話）
- 野沢先生 - 江角英明（第19話）
- 鉄腕大五郎 - 田の中勇（第19話）
- ター子 - 山本嘉子（第19話）
- 社長 - 木村幌（第20話）
- 社長の秘書 - 作間功（第20話）
- 記憶喪失の男 - 加藤治（第21話）
- 近石昭吾 - 竹尾智晴（現・中尾隆聖）（第22話）
- 昭吾の父 - 雨森雅司（第22話）
- 昭吾の母 - 牧野和子（第22話）
- 津村実 - 八代駿（第23話）
- 矢部千代子 - 吉田理保子（第23話）
- 矢部社長 - 大塚周夫（第23話）
- 加藤太郎 - 神谷明（第24・26話）
- 加藤二郎 - 山下啓介（第24・25・26話）
- 加藤三郎 - 山本嘉子（第24・26話）
- 二郎の母 - 平井道子（第24・26話）
- 柳田豪十郎 - 木村幌（第25話）
- 豪十郎の母 - 堀絢子（第25話）
- 豪十郎の妻 - 山本嘉子（第25話）

#### スタッフ
- 原作・構成：手塚治虫
- プロデューサー：中島昭彦（ABCテレビ）[8]、鈴木紀男
- チーフディレクター：永樹凡人、正延宏三[注 4]
- 美術：明石貞一、門谷達郎
- 色彩設定：池田径子
- 背景：大橋則子、プロペロン
- 仕上げ：池田径子
- 撮影：菅谷正昭（スタジオ珊瑚礁）
- 編集：西出栄子
- 作画：山本繁、岡田敏靖、吉村昌輝、東海林康和、タマプロダクション、アートフレッシュ、中村橋スタジオ（中村和子）
- 音楽：宇野誠一郎
- 音響：明田川進（グループ・タック）
- 効果：イシダサウンド
- 録音：林昌平（アバコスタジオ）
- 現像：東洋現像所
- 制作坦当：下崎闊
- 制作：朝日放送、手塚プロダクション

#### 主題歌
オープニングテーマ
「ふしぎなメルモ」
作詞 - 岩谷時子 / 作曲 - 宇野誠一郎 / 演奏 - フールサウンズ / 指揮 - 中村英夫 / 歌 - 出原千花子、ヤングフレッシュ
エンディングテーマ
「幸せをはこぶメルモ」
作詞 - 岩谷時子 / 作曲 - 宇野誠一郎 / 歌 - 桜井妙子
挿入歌（第19話のみ）
「水色の恋」
作詞 - 田上えり・PESCE CARLOS／作曲 - 田上みどり・LATASA FELICIANO／編曲 - 森岡賢一郎／歌 - 天地真理
下崎闊によるとレコード会社からの提案で挿入歌に起用されたという。

### リニューアル版
手塚没後の1998年、WOWOWの「手塚治虫劇場」枠で放送した。上述の通り、生前の手塚はオリジナル版の出来に満足していない部分があり、一部の修正を希望していたという。
声優、音楽などの音響・音声面は一新された。声優に関して、ゲスト出演した倉田雅世は収録時に「現在では不適切な用語がたくさんあり再収録する」と説明を受けたと語っている。作画も一部が修正され、ソロバン塾がパソコン教室に変わるなど、1998年当時に合わせた変更もある。また、オリジナルから削除された場面も存在する。

#### 評価
オリジナル版のプロデューサーである下崎闊は、本作に否定的な評価をしている。手塚が修正を望んでいたのはあくまで作画面であったことから「動きの悪いところとかを直すと思っていたら、実際はセリフの見直しと音楽、音響の差し替えで、オリジナル版のスタッフの立場からして、とても残念でした」「そのようなリニューアルをするなら、新たなお話を作って、やって欲しかったです」と評している。なお、制作時に連絡はなかったという。

#### 声の出演
- メルモ - 川村万梨阿
- トトオ - 松本さち、長谷部浩一（青年）
- ママ - 石井直子
- タッチ - 石井直子（赤ん坊役）、保志総一朗（少年）
- ワレガラス - 西村知道
- 手塚先生 - 二又一成

##### ゲスト出演
- メルモのおばさん - 津野田なるみ（第1・21話）、山田美穂（第11話）
- 神様 - 長谷部浩一、水鳥鉄夫、田中淳（第1・15・18・26話）
- 白松 - 田中淳（第1話）
- 黒松 - 長谷部浩一（第1話）
- 青年 - 田中淳（第1話）
- ゼンゾウ - 田中淳（第2・8話）
- 飼育係 - 長谷部浩一（第2話）
- 車掌 - 山田美穂（第2話）
- 面接官 - 堀場政輝（第2話）
- ナナメ - 山田美穂（第3・8・13話）
- シカク - 鳥海浩輔（第3話）
- ヒトミ - 半場友恵（第3話）
- イケハラ - 高野弘（第3話）、鳥海浩輔（第11話）、中島麻実（第19話）
- 男の子 - 片桐健太（第3話）
- 女の子 - 倉田雅世、高木礼子（第3話）
- 大使 - 笹沼晃（第4話）
- グロロス閣下 - 宮田浩徳（第4話）
- 女将校 - 中島麻実（第4話）
- 国王 - 笹沼晃（第4話）
- 兵士 - 長谷部浩一（第4話）
- パイロット - 宮田浩徳（第5話）
- オスウサギ - 笹沼晃（第5話）
- ニタ子 - 相田さやか（第6話）
- ニタ子の母 - 岡本嘉子（第6話）
- ユキオ - 笹沼晃（第6話）
- ブーちゃん - 堀江由衣（第6話）
- 男の子 - 鳥海浩輔（第6話）
- 古池 - 岡和夫（第7話）
- 動物 - 長谷部浩一（第7話）
- デーモン - 長谷部浩一（第8話）
- ビリケン - 山田美穂（第9話）
- 変身後のビリケン - 志賀克也（第9話）
- 母犬 - 有馬端香（第9話）
- 子犬 - 山田美穂（第9話）
- 保健所にいた犬 - 西村知道（第9話）
- 犬 - 田中淳、遠藤圭一郎、長谷部浩一、土屋利秀（第9話）
- ボーイ - 田中淳（第10話）
- 仮面の女 - 山田美穂（第10話）
- ウィリー - 手塚ちはる（第10話）
- アナウンサー - 鳥海浩輔（第10話）
- 社長 - 沢木郁也（第11話）
- 男の子 - 山田美穂（第11話）
- 男 - 田中淳（第11話）
- オスの魚 - 二又一成（第11話）
- メスの魚 - 山田美穂（第11話）
- テレビアナウンサー - 二又一成（第12話）
- 片やん - 長谷部浩一（第12話）
- 紫 - 保志総一朗（第12話）
- 車掌 - 沢木郁也（第12話）
- ウェイトレス - 吉住梢（第12話）
- ハヤト - 笹沼晃（第12話）
- 子供 - 佐藤薫、山田美穂（第12話）
- コン太郎 - 保志総一朗（第12話）
- 校長 - 沢木郁也（第12・16・19話）
- 教師 - 長谷部浩一（第12・16話）、笹沼晃、佐藤薫（第12話）
- 小森の母 - 山田美穂（第12話）
- 音楽教室の先生 - 西村知道（第12話）
- 用務員 - 西村知道（第12話）
- 女の子 - 住吉梢（第12話）
- 男の子 - 浅川悠（第12話）
- 少年 - 高木礼子（第13話）
- 社長 - 河合義雄（第13話）
- 松谷 - 長嶝高士（第13話）
- 松谷の妻 - 山田美穂（第13話）
- ウェイター - 長谷部浩一（第13話）
- 駅員 - 長嶝高士（第13話）
- 秘書 - 山田美穂（第13話）
- 用心棒 - 西村知道、長谷部浩一（第13話）
- 男（ヨシヒト） - 志賀克也（第14話）
- マル子 - 中島麻実（第14話）
- 刑事 - 長谷部浩一、長嶝高士（第14話）
- TVアナウンサー - 鳥海浩輔（第14話）
- チャ子 - 中島麻実（第14話）
- インキチ - 鳥海浩輔（第14話）
- 魔術師 - 長嶝高士（第15話）
- 奥さん - ならはしみき（第16話）
- 用務員 - 長嶝高士（第16話）
- コック長 - 長嶝高士（第16話）
- 男の子 - 原田正夫（第16話）
- 吾平 - 石森達幸（第17話）
- 吾平の甥 - 西村知道（第17話）
- 女の子 - 佐久間紅美（第17話）、山本美由紀（第17・19話）
- 警部 - 長嶝高士（第18話）
- 兄貴（小西） - 北島淳司（第18話）
- 大造 - 千葉一伸（第18話）
- チエコ - 石井直子（第18話）
- 赤ん坊の兄貴 - 川村万梨阿（第18話）
- 番長（鉄腕大五郎） - 鳥海浩輔（第19話）
- 野沢先生 - 森川智之（第19話）
- ター子 - 倉田雅世（第19話）
- 子分 - 中島麻実（第19話）
- 社長 - 水鳥鉄夫（第20話）
- 社長の秘書 - 大西健晴（第20話）
- 作業員 - 長谷部浩一、大西健晴、水鳥鉄夫（第20話）
- おばさん - 中島麻実（第21話）
- おじさん - 飛田展男（第21話）
- 近石昭吾 - 笹沼晃（第22話）
- 先生 - 長谷部浩一（第22話）
- 生徒 - 原正弘（第22話）
- 昭吾の父 - 宮田浩徳（第22話）
- 昭吾の母 - 岡本嘉子（第22話）
- 津村実 - 高木渉（第23話）
- 矢部千代子 - 半場友恵（第23話）
- 矢部社長 - 丸山詠二（第23話）
- 男 - 長谷部浩一、笹沼晃、原正弘、鈴木峰雄（第23話）
- 加藤太郎 - 檜山修之（第24・26話）
- 加藤二郎 - 鳥海浩輔（第24・25・26話）
- 加藤三郎 - 津野田なるみ（第24・26話）
- 母親/二郎の母 - 有馬端香（第24・26話）
- 番長 - 長谷部浩一（第25話）
- 男 - 原正弘、原田正夫（第25話）
- 先生 - 河合義雄（第25話）
- 奥さん - まるたまり（第25話）
- おばあちゃん - 鈴木れい子（第25話）
- 娘 - 佐久間紅美、阿部順子、若林直美、笹本優子（第25話）
- 二郎の父 - 二又一成（第26話）
- メルモの友達 - 山田美穂（第26話）
- NR - 沢木郁也（第26話）

#### スタッフ
※オリジナル版と異なるスタッフのみ記載。当初、オリジナル版スタッフは全員ノンクレジット扱いだったが下崎の抗議により、一部スタッフのクレジットは復活した。
- プロデューサー：久保田稔、大石光明
- チーフ・ディレクター：吉村文宏
- 色彩設定：斎藤京子
- 仕上げ：北京写楽美術芸術品有限公司、鈴木房子、佐野信子
- 撮影：玉川芳行、ティ・ニシムラ、高橋勇夫、渡邊英俊
- 現像：IMAGICA
- 音楽：長谷部徹
- 音響監督：藤野定義、千葉耕市
- 音楽製作：安東義史／福井健吾（カンパニーAZA）
- 音響製作：千田啓子／千葉高子（クルーズ）
- 効果：倉橋静男
- 出演協力：松田咲実／好永伸恵（アーツビジョン）
- 録音：成田一明／武藤雅人（整音スタジオ）
- 制作：片庭龍夫
- 制作進行：井出康道
- 企画：清水義裕
- 製作：手塚プロダクション

#### 主題歌
オープニングテーマ
「ふしぎなメルモ」
作詞 - 岩谷時子 / 作曲 - 宇野誠一郎 / 編曲 - 長谷部徹 / 歌 - ましまゆうき
エンディングテーマ
「幸せをはこぶメルモ」
作詞 - 岩谷時子 / 作曲 - 宇野誠一郎 / 編曲 - 長谷部徹 / 歌 - 宮崎淳子
奇数話EDに使用。
「日月（とき）のデスティニー」
作詞 - 弥勒 / 作曲・編曲 - 長谷部徹 / 歌 - 宮崎淳子
偶数話EDに使用。

### 各話リスト
放送日
オリジナル版：朝日放送
リニューアル版：WOWOW
| 話数         | 話数           | 放送日 オリジナル版 | 放送日         | サブタイトル                 | 脚本       | 絵コンテ   | 演出       | 作画監督 |
| オリジナル版 | リニューアル版 | 放送日 オリジナル版 | リニューアル版 | サブタイトル                 | 脚本       | 絵コンテ   | 演出       | 作画監督 |
| ------------ | -------------- | ------------------- | -------------- | ---------------------------- | ---------- | ---------- | ---------- | -------- |
| 1            | 1              | 1971年 10月3日      | 1998年 5月6日  | ミラクルキャンデーをどうぞ!! | 手塚治虫   | 手塚治虫   | 手塚治虫   | 手塚治虫 |
| 2            | 2              | 10月10日            | 5月6日         | ブラ子どこへゆく             | 本田元男   | 本田元男   | 本田元男   | 正延宏三 |
| 4            | 3              | 10月24日            | 5月7日         | チッチャイナ国のとりこ       | 西谷克和   | 西谷克和   | 西谷克和   | 山本繁   |
| 5            | 4              | 10月31日            | 5月11日        | もえる無人島                 | 富野喜幸   | 富野喜幸   | 富野喜幸   | 正延宏三 |
| 3            | 5              | 10月17日            | 5月12日        | 男の子をやっつけろ           | 上田耕介   | 上田耕介   | 上田耕介   | 正延宏三 |
| 6            | 6              | 11月7日             | 5月13日        | 白雪姫をいじめよう           | 西谷克和   | 西谷克和   | 西谷克和   | 山本繁   |
| 7            | 7              | 11月14日            | 5月14日        | トカゲ館の一夜               | 正延宏三   | 正延宏三   | 正延宏三   | 正延宏三 |
| 8            | 8              | 11月21日            | 5月18日        | ママがかえって来た!          | 永樹凡人   | 永樹凡人   | 永樹凡人   | 山本繁   |
| 9            | 9              | 11月28日            | 5月19日        | ビリケンまかり通る           | 大貫信夫   | 大貫信夫   | 大貫信夫   | 正延宏三 |
| 10           | 10             | 12月5日             | 5月20日        | ヘソガエルのひみつ           | 大貫信夫   | 大貫信夫   | 大貫信夫   | 山本繁   |
| 11           | 11             | 12月12日            | 5月21日        | あの子をにがすな!            | 手塚治虫   | 手塚治虫   | 手塚治虫   | 山本繁   |
| 12           | 12             | 12月19日            | 5月25日        | ひん死の白鳥さん             | 池原正利   | 池原正利   | 池原正利   | 正延宏三 |
| 12           | 12             | 12月19日            | 5月25日        | 学園広場を守れ               | 永樹凡人   | 永樹凡人   | 永樹凡人   | 山本繁   |
| 13           | 13             | 12月26日            | 5月26日        | クリスマス・メルモ           | 池原正利   | 池原正利   | 北川一美   | 正延宏三 |
| 14           | 14             | 1972年 1月2日       | 5月27日        | 身代わりにされちゃつた!      | 松本守正   | 富野喜幸   | 富野喜幸   | 山本繁   |
| 15           | 15             | 1月9日              | 5月28日        | メルモと魔術師               | 松本守正   | 大貫信夫   | 大貫信夫   | 山本繁   |
| 16           | 16             | 1月16日             | 6月1日         | ぼくは人間だ!!               | 松本守正   | 富野喜幸   | 富野喜幸   | 山本繁   |
| 17           | 17             | 1月23日             | 6月2日         | ひとりぼっちのジャングル     | 松本守正   | 大貫信夫   | 大貫信夫   | 正延宏三 |
| 18           | 18             | 1月30日             | 6月3日         | 3650日の恐怖                 | 松本守正   | 本田元男   | 本田元男   | 正延宏三 |
| 19           | 19             | 2月6日              | 6月4日         | メルモの初恋                 | せき・らん | 古沢日出男 | 古沢日出男 | 山本繁   |
| 20           | 20             | 2月13日             | 6月8日         | すて猫トラちゃん             | 松本守正   | 正延宏三   | 正延宏三   | 正延宏三 |
| 21           | 21             | 2月20日             | 6月9日         | 姉チャンなんか大嫌い!        | 柴山達雄   | 大貫信夫   | 大貫信夫   | 山本繁   |
| 22           | 22             | 2月27日             | 6月10日        | わたし求婚されちゃったァ!!   | 富野喜幸   | 富野喜幸   | 富野喜幸   | 正延宏三 |
| 23           | 23             | 3月5日              | 6月11日        | 光りと闇と愛                 | 松本守正   | 西谷克和   | 西谷克和   | 山本繁   |
| 24           | 24             | 3月12日             | 6月15日        | 恋人がいっぱい               | 松本守正   | 池原成利   | 池原成利   | 正延宏三 |
| 25           | 25             | 3月19日             | 6月16日        | 豪傑赤チャンに泣く           | 柴山達雄   | 本田元男   | 本田元男   | 山本繁   |
| 26           | 26             | 3月26日             | 6月17日        | さようならメルモ             | せき・らん | 大貫信夫   | 大貫信夫   | 正延宏三 |

### 放送局
1972年4月、本作の売り込みを行った西崎義展が本作のスタッフでアニメーション・スタッフルームを立ち上げ『青いトリトン』を原作とする『海のトリトン』を製作。後の土曜19:00 - 19:30 ABC制作アニメ枠 →　現在の日曜 8:30 - 9:00のABC制作アニメ枠となった。
| 放送局       | 放送時間                                                                                                 | 備考                                      |
| ------------ | --- | ----------------------------------------- |
| 朝日放送     | 日曜 18:30 - 19:00                                                                                       | 制作局                                    |
| 北海道放送   | 日曜 18:30 - 19:00                                                                                       |                                           |
| 青森テレビ   | 日曜 18:30 - 19:00                                                                                       |                                           |
| 岩手放送     | 日曜 18:30 - 19:00                                                                                       |                                           |
| 東北放送     | 日曜 18:30 - 19:00                                                                                       |                                           |
| TBS          | 日曜 18:30 - 19:00                                                                                       |                                           |
| 新潟放送     | 日曜 18:30 - 19:00                                                                                       |                                           |
| 中部日本放送 | 日曜 18:30 - 19:00                                                                                       |                                           |
| RKB毎日放送  | 日曜 18:30 - 19:00                                                                                       |                                           |
| 福島テレビ   | 日曜 18:30 - 19:00                                                                                       | 時差ネット 1972年1月2日 - 6月25日に放送。 |
| 秋田放送     | 水曜 18:00 - 18:30                                                                                       | 日本テレビ系列                            |
| 山形放送     | 木曜 18:00 - 18:30 (1972年2月 - 4月) 土曜 18:00 - 18:30 (1972年5月) 金曜 16:30 - 17:00 (1972年6月 - 7月) | 日本テレビ系列                            |
| 北陸放送     | 月曜 18:00 - 18:30（- 1972年4月29日）                                                                    |                                           |
| 福井テレビ   | 土曜 18:00 - 18:30（1972年12月時点）                                                                     | フジテレビ系列                            |
| 信越放送     | |                                           |
| 静岡放送     | |                                           |
| 山陽放送     | |                                           |
| 西日本放送   | | 日本テレビ系列                            |
| 中国放送     | |                                           |
| 熊本放送     | |                                           |

1975年3月31日の『腸捻転解消』で制作局の朝日放送がTBS系列からNETテレビ（現：テレビ朝日）系列に移行したため、NETテレビ → テレビ朝日系列局などで再放送された地域がある。
- 例
  - 北海道＝北海道放送（本放送）→北海道テレビ
  - 宮城県＝東北放送（本放送）→東日本放送（本放送終了後に開局。1982年に放送[20]）
  - 福島県＝福島テレビ（本放送）→福島放送（本放送終了後に開局。1984年に放送[21]）
  - 長野県＝信越放送（本放送）→長野放送（フジテレビ系列）
  - 新潟県＝新潟放送（本放送）→新潟総合テレビ（現在はフジテレビ系列）
  - 静岡県＝静岡放送（本放送）→テレビ静岡（フジテレビ系列）
  - 中京広域圏＝中部日本放送（本放送）→名古屋テレビ
  - 岡山県＝山陽放送（本放送）→岡山放送（現在はフジテレビ系列）
  - 香川県＝西日本放送（日本テレビ系列、相互乗り入れ前に番組販売扱い）→ 瀬戸内海放送
  - 広島県＝中国放送（本放送）→広島ホームテレビ（1977年に放送[22]）
  - 福岡県＝RKB毎日放送（本放送）→九州朝日放送
  - 熊本県＝熊本放送（本放送）→ テレビ熊本（現在はフジテレビ系列）

朝日放送・TBS・テレビ朝日の権利失効後、関西地区では競合局の関西テレビ（フジテレビ系列）・読売テレビ（日本テレビ系列）・毎日放送（現在のTBS系列。本放送当時はNETテレビ系列）で再放送されたことがあり、東京12チャンネルでは1975年10月3日開始の『手塚治虫まんがアワー』（金曜20:00 - 20:54）の後半で再放送（前半は『ジャングル大帝』）したが、番組は23回で終わったため、『ジャングル大帝』同様、全話は再放送しなかった。

### ビデオソフト
オリジナル版
- 1990年、ジャパンホームビデオからVHS全12巻が発売された。第10話と第17話が未収録。
- 1993年、全話と「アポロの歌」パイロットフィルムを収録したLD-BOXがタキ・コーポレーションから発売。初の全話ソフト化となったが、一部音声がカット処理されている。
- リニューアル版製作以降はオリジナル版のソフト化は行われず視聴は困難だが、宝塚市立手塚治虫記念館内でオリジナル版の映像を視聴することができる。
- VHS・LDに収録されているエンディング映像は全てノンテロップ版である。LD化の時点でテロップ入りのネガフィルムは現存していたが予算の関係で収録が見送られた[2]。

リニューアル版
- 2002年、DVD-BOXがパイオニアLDCから発売。当初はオリジナル版音声も収録すると告知されていた[23] が最終的に未収録となった。特典として、オリジナル版オープニング・エンディングと「アポロの歌」パイロットフィルムを収録。

## テレビドラマ
2000年4月13日、テレビ朝日系で「手塚治虫劇場」として『るんは風の中』、『カノン』と共にドラマ化された。脚本は梅田みか、演出は五木田亮一。
ネット局にはTBS系アニメ版の制作局だったABCが含まれている。

### キャスト
- メルモ - 児玉真菜（子供） / 木村佳乃（大人）
- 明彦 - 寺脇康文
- メルモの母 - 風吹ジュン
- 山崎一
- 高橋理奈

## その他
- 性教育を意図した手塚作品は本作以外にも、『やけっぱちのマリア』『アポロの歌』がある。
- 2001年にロックバンドSOPHIAと本作がコラボレーションし、シングル「KURU KURU」のCDジャケットに本作のキャラクターが起用され、レーベル面には手塚プロダクション書き下ろしのSOPHIAメンバーのイラストが使用された。また、同曲のPVも手塚プロがプロデュースした[24]。
- 『ママァちゃん』のタイトルでの初回（「小学一年生」1970年9月号）では、ミラクルキャンディーはママァちゃんが街中で出会った天使から受け取るという、アニメとは異なった設定で、またそのミラクルキャンディーは「ドロップ」とされていた[25]。また次の話「ゆうかいはんをやっつけろの巻」（「小学一年生」1970年10月号掲載）では、ママァちゃんの母が一コマだけ登場、キャラもひろみとは大幅に異なっていた[26]。その後「小学一年生」1971年4月号掲載の「ミラクルキャンディーの巻」で「キャンディーは死んだ母・ひろみから受け取った」という設定に変更したが、この時点ではひろみが死んだのが「去年」、すなわち1年前になっていた[27]。ちなみに同時期に連載開始した「よいこ」版ではアニメ同様、ひろみが事故死したすぐ後にキャンディーを手渡している[28]。
- 歌手の高橋洋子が滝野川少年少女合唱団に所属していた10歳の頃、本作のオープニング主題歌をカバーしたことがある[29][30]。CDではコンピレーションアルバム『復刻 手塚治虫作品 傑作集／鉄腕アトム』に収録。ほかカバーアルバム『20th century Boys&Girls II』では幼少期のオリジナル音源に2015年当時の高橋が歌声を重ねてデュエットしたような形でセルフカバーした[30]。
- 2005年に時東ぁみがオープニング主題歌をカバー。旧バージョン同様に歌いだしが途切れる。
- オープニングでは、子供のメルモが走りながらミラクルキャンディーを食べずに大人に成長し、続いて一気にネズミに変身する。ネズミの姿で走りながら犬に、さらには鹿に変身していくが、あくまで演出であり、本編では先述の通り、キャンディーの力で人間の受精卵に若返ってから他の動物として変身、成長する。オープニングでの犬のメルモは、本編で変身した姿とは異なる。
- 前述の通り、ABC制作アニメ枠は変遷を繰り返しながら現在も継続中なのに対し、TBSの日曜18時台でアニメ番組が放送されたのはTBS開局以来本作が最初で最後である。
- 2011年公開のアニメ映画『劇場版マクロスF サヨナラノツバサ』には手塚プロとサテライトのコラボレーションで本作の映像の一部が使用されている。
- 2013年7月より、わかさ生活の美容サプリ「メルモ ラヴ」のCMにメルモが起用された。本来の子供の姿だけでなく、大人（20歳から50歳）、赤ん坊の姿で登場する。また30秒版にはヒゲオヤジとヒョウタンツギも出演している[31]。